# Estructuras de Yonaguni

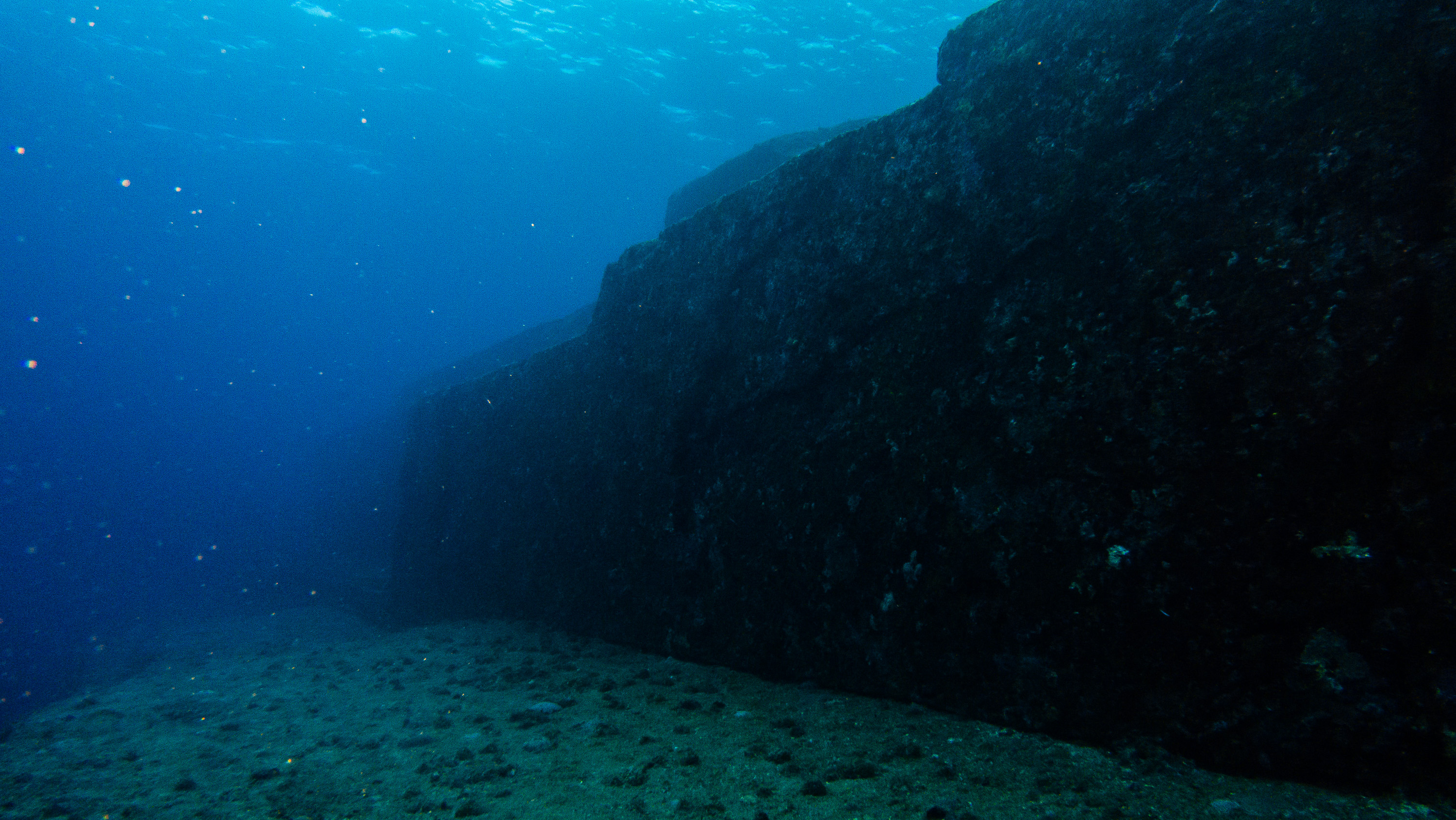
Estructura submarina en Yonaguni.

Las estructuras de Yonaguni (与那国海底構造物 Yonaguni kaitei kōzōbutsu?) son un conjunto de estructuras descubiertas en la isla japonesa de Yonaguni alrededor de 1985 por el submarinista japonés Kihachirō Aratake. 
Se ha especulado mucho sobre el origen de este monumento, como se le denomina en Japón. Para la mayoría de los geólogos, arqueólogos e historiadores, las estructuras tienen un origen natural. Sin embargo, algunos sostienen que estas estructuras son un megalito construido al final de la última glaciación.
Las estructuras de Yonaguni son motivo de especulación en la pseudoarqueología. Se las supone parte de la civilización mítica de Mu, cuya suerte habría sido similar a la de la Atlántida o Tule.
El área llama la atención actualmente a gran número de turistas.

## Teoría de Misaki Kimura
Tiempo después de su descubrimiento, un grupo de científicos dirigidos por Misaki Kimura (木村政昭), de la Universidad de Ryūkyū, confirmó su existencia. Según el estudio del profesor Kimura, la estructura natural fue en alguna época modificada por el ser humano. Esto daría fuerza a las especulaciones según las cuales Yonaguni pudo ser parte de la civilización de Mu y que luego desapareció, tal y como la Atlántida o Tule. Se trataría de una construcción realizada al menos hace 10 milenios, lo que la convertiría junto al santuario de Göbekli Tepe en la estructura arquitectónica más antigua conocida, muy anterior a las primeras edificaciones de Mesopotamia, Egipto, Grecia y Persia. 

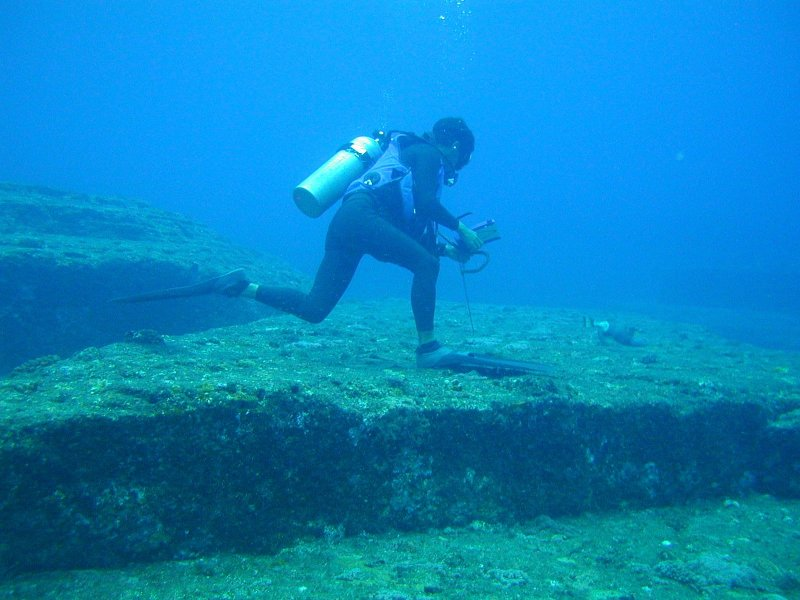
Exploración submarina en Yonaguni.

Particularmente, según estas teorías, una estructura en forma de túnel de 1,2 metros de alto, que forma parte de una grieta en la piedra, hubiera representado un formidable obstáculo para acceder al resto de la estructura cuando ésta no estaba bajo el agua. La grieta también sería muy peculiar, por estar compuesta por piedra calcárea, un tipo de piedra que no existe en la región. Dos orificios circulares adyacentes de aproximadamente 2 metros de profundidad no concordarían con el resto de la estructura, de manera que habrían sido esculpidos. Su finalidad habría sido el almacenamiento de agua, aunque otros piensan que pueden ser las bases para pilares de algún tipo. Hacia un extremo del monumento se encuentra una piedra ovalada que tampoco parece concordar con el conjunto. Su extremo superior apunta hacia el norte, y podría haberse utilizado para determinar la hora del día. Para la talla de la roca, realizada antes de la invención de utensilios metálicos, se habrían utilizado cuñas de madera, con el fin de romper limpiamente partes de la roca.

## Descubrimiento tras el terremoto submarino
El 4 de mayo de 1998, partes de la isla y del monumento fueron destruidas por un terremoto submarino. Después del terremoto se realizaron filmaciones submarinas descubriendo nuevas estructuras jamás vistas anteriormente, cuya forma es similar a los Zigurats de Mesopotamia, con características insospechadas que, según algunos, desmentirían su origen geológico, convirtiéndolos en los edificios más antiguos del mundo.
En términos históricos y arquitectónicos, no se le pueden atribuir su construcción al reino de Ryūkyū, ya que históricamente, el ente es reciente (siglos XII-XVII), puesto que hasta ahora no se han descubierto las herramientas con que se han construido las estructuras y sus dimensiones son comparadas con las Pirámides de Egipto, Mesopotamia, México y Perú. También se han encontrado agujeros en las cimas de las estructuras cuya función sería dar cimiento a los postes de madera que soportaban el techo.

## Teoría de Teruaki Oshī
El origen de las edificaciones es anterior al final de la era glacial, ya que según opinión del geólogo Teruaki Oshī, el hombre las habría construido aprovechando algunas formaciones geológicas preexistentes, en donde hay conexiones interestructurales que posteriormente fueron destruidas por sucesivos seísmos (el área de las estructuras se ubica sobre una falla telúrica) lo que denota un gran nivel de organización. Así, en la época en que fueron originadas, el área de Yonaguni formaba parte del puente que unía las islas de Taiwán, Ryūkyū y Japón con Asia en tiempos de la última glaciación, dado que el nivel del mar era más bajo que el actual a causa de la acumulación de hielo en las zonas templadas. Sus supuestos constructores pertenecerían a una civilización mucho más sofisticada[cita requerida] que las conocidas de la antigüedad, formadas después del IV milenio a. C.

## Teoría de la formación natural
Algunos de los que han estudiado la formación, como el geólogo Robert Schoch de la Universidad de Boston, afirman que lo más probable es que se trate de una formación natural, posiblemente utilizada y modificada por los seres humanos en el pasado. Schoch señala que las areniscas de la formación de Yonaguni "contiene planos de estratificación paralelos numerosos y bien definidos, a lo largo de los cuales las capas son fácilmente distinguibles. Las rocas de este grupo también están atravesadas por numerosos conjuntos de líneas paralelas y verticales respecto a la horizontal (planos de estratificación de las rocas de Yonaguni) y se encuentran en una región propensa a los terremotos. Tales terremotos tienden a fracturar las rocas de una manera regular". También hace observar que en la costa noreste de Yonaguni existen formaciones regulares que resultan similares a las observadas en el Monumento. Schoch también cree que los "dibujos" identificados por Kimura son raspaduras naturales en las rocas. John Anthony West es del mismo parecer. Patrick D. Nunn, profesor de Geociencias Oceánicas de la Universidad del Pacífico Sur, ha estudiado con detalle estas estructuras, y señala que las estructuras por debajo del agua continúan en los acantilados de pizarra de Sanninudai y que han "sido formadas únicamente por procesos naturales". Concluye que en lo que respecta a las estructuras submarinas "no parece haber ninguna razón para suponer que son artificiales". Otros ejemplos de formaciones naturales con caras planas y afiladas aristas son las columnas de basalto de la Calzada del Gigante en Irlanda del Norte y la formación de escalera natural en la Old Rag Mountain en el parque natural de Shenandoah en Virginia, Estados Unidos.